# Schweizer Badmintonmeisterschaft 2012
Die Schweizer Badmintonmeisterschaft 2012 fand vom 2. bis zum 5. Februar 2012 in Zürich statt.

## Medaillengewinner
| Disziplin    | Gold                                  | Silber                         | Bronze                        |
| ------------ | ------------------------------------- | ------------------------------ | ----------------------------- |
| Herreneinzel | Christian Bösiger                     | Christoph Heiniger             | Livio Dorizzi                 |
| Herreneinzel | Christian Bösiger                     | Christoph Heiniger             | Marco Fux                     |
| Dameneinzel  | Nicole Schaller                       | Sabrina Jaquet                 | Ayla Huser                    |
| Dameneinzel  | Nicole Schaller                       | Sabrina Jaquet                 | Oceane Varrin                 |
| Herrendoppel | Christian Bösiger Anthony Dumartheray | Thomas Heiniger Florian Schmid | Roger Schmid Gilles Tripet    |
| Herrendoppel | Christian Bösiger Anthony Dumartheray | Thomas Heiniger Florian Schmid | Nicolas Blondel Shane Razi    |
| Damendoppel  | Ornella Dumartheray Sabrina Jaquet    | Susanne Keller Yvonne Keller   | Cendrine Hantz Farha Razi     |
| Damendoppel  | Ornella Dumartheray Sabrina Jaquet    | Susanne Keller Yvonne Keller   | Malika Golay Sarah Golay      |
| Mixed        | Anthony Dumartheray Sabrina Jaquet    | Florian Schmid Tiffany Zaugg   | Roger Schmid Ennia Biedermann |
| Mixed        | Anthony Dumartheray Sabrina Jaquet    | Florian Schmid Tiffany Zaugg   | Thomas Heiniger Sanya Herzig  |